# Mészáros Ferenc (labdarúgó, 1963)
Mészáros Ferenc (Szekszárd, 1963. július 6. –) válogatott labdarúgó, csatár, majd edző.

## Pályafutása

### A válogatottban
1983 és 1992 között 21 alkalommal szerepelt a válogatottban és 4 gólt szerzett. Hatszoros olimpiai válogatott (1983–86, 1 gól), ötszörös utánpótlás válogatott (1982–85 1 gól), 16-szoros egyéb válogatott (1983–86, 7 gól), egyszeres B-válogatott (1985).

### Edzőként
2018 nyarán a harmadosztályú UFC Nagykanizsa trénere lett. 2021 áprilisában az NB III-as Sajóbábony edzője lett.

## Sikerei, díjai

### Játékosként
- Magyar bajnokság
  - 2.: 1985–86
- Magyar kupa
  - döntős: 1987

### Edzőként
A 2010-2011-es szezon közben nevezték ki az akkor még másodosztályú Pécsi MFC edzőjének, és vezetésével a csapat ledolgozta a Gyirmót elleni hátrányát, így a szezon végén visszajutott az NB1-be. Ott is jól kezdték a 2011-2012-es szezont, sokáig a tabella első feléhez tartoztak, majd a tavaszi szezon elején becsúszott pár nem várt eredmény. Április 2-án felbontották a szerződését.

## Statisztika

### Mérkőzései a válogatottban
| Magyarország | Magyarország         | Magyarország                      | Magyarország  | Magyarország | Magyarország            | Magyarország       | Magyarország | Magyarország |
| #            | Dátum                | Helyszín                          | Hazai         | Eredmény     | Vendég                  | Kiírás             | Gólok        | Esemény      |
| ------------ | -------------------- | --------------------------------- | ------------- | ------------ | ----------------------- | ------------------ | ------------ | ------------ |
| 1.           | 1983. szeptember 7.  | Budapest, Népstadion              | Magyarország  | 1 – 1        | NSZK                    | barátságos         | -            |              |
|              | 1983. szeptember 21. | Drama                             | Görögország   | 1 – 2        | Magyarország            | olimpiai selejtező | -            | 60'          |
| 2.           | 1984. március 31.    | Szabadka, Szpartak Stadion        | Jugoszlávia   | 2 – 1        | Magyarország            | barátságos         | -            | 62'          |
| 3.           | 1984. április 4.     | Isztambul, Beşiktaş İnönü Stadion | Törökország   | 0 – 6        | Magyarország            | barátságos         | 2            | 22' 54'      |
|              | 1984. április 11.    | Budapest, Megyeri úti stadion     | Magyarország  | 1 – 1        | Bulgária                | olimpiai selejtező | -            | 46'          |
|              | 1984. április 25.    | Moszkva, Luzsnyiki Stadion        | Szovjetunió   | 0 – 1        | Magyarország            | olimpiai selejtező | -            | 65' 71'      |
| 4.           | 1984. május 23.      | Székesfehérvár, Sóstói Stadion    | Magyarország  | 0 – 0        | Norvégia                | barátságos         | -            | 57'          |
| 5.           | 1984. május 31.      | Budapest, Üllői úti Stadion       | Magyarország  | 1 – 1        | Spanyolország           | barátságos         | -            | 67'          |
| 6.           | 1984. június 6.      | Brüsszel, Heysel Stadion          | Belgium       | 2 – 2        | Magyarország            | barátságos         | -            | 46'          |
| 7.           | 1984. augusztus 22.  | Budapest, Népstadion              | Magyarország  | 3 – 0        | Svájc                   | barátságos         | -            | 64'          |
| 8.           | 1984. augusztus 25.  | Budapest, Népstadion              | Magyarország  | 0 – 2        | Mexikó                  | barátságos         | -            | 46'          |
| 9.           | 1985. május 14.      | Budapest, Népstadion              | Magyarország  | 0 – 1        | Hollandia               | vb-selejtező       | -            | 71'          |
| 10.          | 1985. december 9.    | Irapuato (MEX)                    | Magyarország  | 1 – 0        | Dél-Korea               | barátságos         | -            | 67'          |
| 11.          | 1985. december 14.   | Toluca                            | Mexikó        | 2 – 0        | Magyarország            | barátságos         | -            | 46'          |
| 12.          | 1986. szeptember 9.  | Oslo, Ullevaal Stadion            | Norvégia      | 0 – 0        | Magyarország            | barátságos         | -            | 57'          |
| 13.          | 1986. november 12.   | Athén, Olimpiai Stadion           | Görögország   | 2 – 1        | Magyarország            | Eb-selejtező       | -            | 46'          |
| 14.          | 1987. szeptember 9.  | Glasgow, Hampden Park             | Skócia        | 2 – 0        | Magyarország            | barátságos         | -            |              |
| 15.          | 1987. szeptember 23. | Varsó, Legia-stadion              | Lengyelország | 3 – 2        | Magyarország            | Eb-selejtező       | 1            | 64'          |
| 16.          | 1987. október 14.    | Budapest, Népstadion              | Magyarország  | 3 – 0        | Görögország             | Eb-selejtező       | 1            | 15'          |
| 17.          | 1987. december 2.    | Budapest, Üllői úti Stadion       | Magyarország  | 1 – 0        | Ciprus                  | Eb-selejtező       | -            | 46'          |
| 18.          | 1989. március 8.     | Budapest, Népstadion              | Magyarország  | 0 – 0        | Írország                | vb-selejtező       | -            | 46'          |
| 19.          | 1989. június 4.      | Dublin, Landsdowne Road           | Írország      | 2 – 0        | Magyarország            | vb-selejtező       | -            | 72'          |
| 20.          | 1990. május 28.      | Nîmes, Costiéres Stadion (FRA)    | Magyarország  | 3 – 0        | Egyesült Arab Emírségek | barátságos         | -            | 46'          |
| 21.          | 1992. november 11.   | Szaloniki, PAOK Stadion           | Görögország   | 0 – 0        | Magyarország            | vb-selejtező       | -            | 79'          |
|              | Összesen             |                                   |               | 21           | mérkőzés                |                    | 4            | gól          |